# Bryoptera
Bryoptera är ett släkte av fjärilar. Bryoptera ingår i familjen mätare.

## Dottertaxa tillBryoptera, i alfabetisk ordning[1]
- Bryoptera albiplaga
- Bryoptera atomosaria
- Bryoptera basisignata
- Bryoptera canidentata
- Bryoptera canitiata
- Bryoptera colita
- Bryoptera convallata
- Bryoptera cretata
- Bryoptera deformipennis
- Bryoptera diffusimacula
- Bryoptera discata
- Bryoptera distincta
- Bryoptera divulsa
- Bryoptera ecuadorata
- Bryoptera friaria
- Bryoptera fulvisquamosa
- Bryoptera guttularia
- Bryoptera hypomelas
- Bryoptera incongruaria
- Bryoptera infuscaria
- Bryoptera injunctata
- Bryoptera larentiata
- Bryoptera leprosata
- Bryoptera leucophaes
- Bryoptera marmoraria
- Bryoptera nigrilineata
- Bryoptera nitidulata
- Bryoptera phileas
- Bryoptera ruficana
- Bryoptera subbrunnea
- Bryoptera subnigra
- Bryoptera subpallida
- Bryoptera viridirufa